# Laskill
Laskill è un piccolo borgo situato 8 kilometri a nord-ovest di Helmsley, nella regione del North Yorkshire, in Inghilterra, sulla strada da Helmsley a Stokesley.  Ricerche archeologiche hanno rivelato che i monaci cistercensi della vicina abbazia di Rievaulx vi possedevano, a partire dalla metà del XIII secolo, un grande magazzino per la lana.

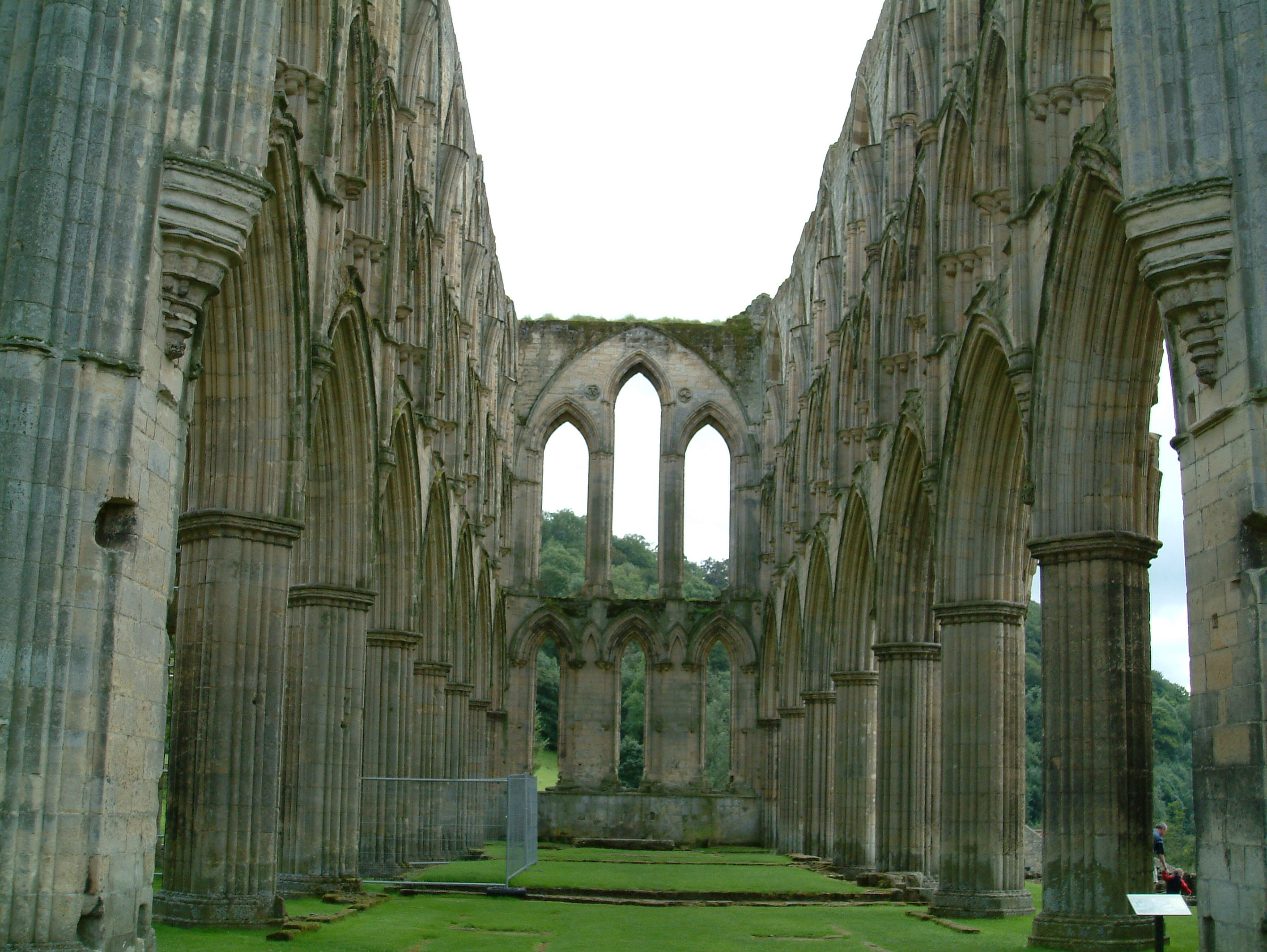
Le rovine della vicina chiesa abbaziale di Rievaulx

I monaci cistercensi, noti per essere stati provetti metallurgisti, possedevano anche un altoforno (l'unico antico finora identificato in Gran Bretagna) per la fusione di minerali ferrosi e la produzione di ghisa. Gerry McDonnell (archeometallurgista dell'Università di Bradford) ha riscontrato che il minerale ferroso rimasto nella scoria di Laskill è il più raffinato rispetto a qualunque altro dell'epoca, suggerendo che esistesse una tecnologia dell'altoforno molto più efficiente di altrove - forse quasi avanzata quanto quella di un moderno altoforno.
La distruzione dell'abbazia di Rievaulx da parte del Re Enrico VIII durante la Riforma pose fine all'altoforno e a questa tecnologia evoluta.
Se ai monaci fosse stato permesso condividere le loro tecniche fusorie, cosa che fecero con altri sviluppi tecnologici, il mondo avrebbe conosciuto la Rivoluzione industriale almeno due secoli e mezzo prima.